# 佐々木四季
佐々木 四季（ささき しき、1986年1月10日 - ）は、日本のAV女優。ロータスグループ所属。
身長:163cm。スリーサイズ:B88(E)・W60・H89cm。

## 略歴・人物
2009年にAVデビュー。

## 出演作品

### アダルトビデオ
2009年
- 火曜日は全裸登校日 4 （11月5日、アキノリ）…
- エロい女のピストンマ○コとイヤラシい腰使い 11 絶頂限界ディルドゥオナニー （11月20日、AFRO FILM）…オムニバス作品
- アロマ仮想風俗シリーズ 誘惑オフィス手コキサロン （11月25日、アロマ企画）
- ま○こイジらされながら、ち○ぽシゴかれちゃいました。 （12月5日、アイエナジー）…オムニバス作品

2010年
- M男的クンニリングス （1月22日、OFFICE K'S）…オムニバス作品
- オナニーすけべ顔 7 （2月1日、趣向倶楽部プラス）…オムニバス作品
- OL制服撮影会 （2月1日、趣向倶楽部プラス）…オムニバス作品
- 走る女 ストリップランニング （2月5日、OFFICE K'S）…オムニバス作品
- ヒロイン討伐 Vol.48 （3月12日、GIGA）
- 麗しのパンティストッキング （3月19日、OFFICE K'S）…オムニバス作品
- 任務遂行 〜女忍者、囮捜査で合意レイプ〜 （4月9日、GIGA）
- 女子校生にちんぐりされてアナルなめ手コキ （5月1日、OFFICE K'S）…オムニバス作品
- ヒロインピンチオールミックス メタルウーマン編 （5月14日、GIGA）
- 見つめてフェラチオしてあげる。 vol.3 （5月21日、OFFICE K'S）…オムニバス作品
- 貴方に語りかけるオナニー （5月21日、OFFICE K'S）…オムニバス作品
- ソルトシャワー 熟若女のおしっこみせて Vol.9 （7月19日、ゲロニア）…オムニバス作品
- キスして手コキして抜いてあげる 2 （8月13日、Mr.IMPACT）…オムニバス作品
- 雨の日限定のポイント三倍ってなんかアレですよね。 （9月24日、BALTAN）
- 連続フェラチオ 2 （10月15日、セックスエージェント）…オムニバス作品
- フェラコレ2010秋SP （10月25日、隼エージェンシー）…オムニバス作品
- 巨大ヒロイン アルテオン （11月12日、GIGA）
- 恥ずかしい体勢で手コキされちゃったM男 （11月26日、OFFICE K'S）…オムニバス作品

### アダルトサイト
- NAKED NO.00177 OL倶楽部 16 （ネイキッド）